# 1 − 1 + 2 − 6 + 24 − 120 + ⋯
수학에서,
{\displaystyle \sum _{k=0}^{\infty }(-1)^{k}k!}
는 오일러가 처음 다룬 발산 급수로, 자연수의 계승에 교대 부호를 붙여 합한 것이다. 발산함에도 불구하고, 보렐 합을 통해 약 0.596347의 값을 할당할 수 있다.

## 오일러와 보렐 합
이 급수는 오일러가 처음 다루었으며, 그는 수렴성 판정법을 적용하여 급수에 유한한 값을 할당했다. 이 급수는 교대로 더하거나 빼는 계승의 합이다. 이 발산 급수에 값을 할당하는 한 가지 방법은 보렐 합을 사용하는 것인데, 이때 형식적으로 다음과 같이 쓸 수 있다.
{\displaystyle \sum _{k=0}^{\infty }(-1)^{k}k!=\sum _{k=0}^{\infty }(-1)^{k}\int _{0}^{\infty }x^{k}e^{-x}\,dx.}
합과 적분을 서로 교환하면 (양쪽 모두 수렴하지 않는다는 점을 무시하고), 다음을 얻는다.
{\displaystyle \sum _{k=0}^{\infty }(-1)^{k}k!=\int _{0}^{\infty }\left[\sum _{k=0}^{\infty }(-x)^{k}\right]e^{-x}\,dx.}
대괄호 안의 합은 {\displaystyle |x|<1}일 때 수렴하며, 그 값은 {\displaystyle {\tfrac {1}{1+x}}}와 같다. {\displaystyle {\tfrac {1}{1+x}}}의 모든 양의 실수 {\displaystyle x}에 대한 해석적 연속은 합을 위한 수렴 적분으로 이어진다.
{\displaystyle {\begin{aligned}\sum _{k=0}^{\infty }(-1)^{k}k!&=\int _{0}^{\infty }{\frac {e^{-x}}{1+x}}\,dx\\[4pt]&=eE_{1}(1)\approx 0.596\,347\,362\,323\,194\,074\,341\,078\,499\,369\ldots \end{aligned}}}
여기서 E1(z)는 지수 적분 함수이다. 이것은 정의에 따라 급수의 보렐 합이며, 곰페르츠 상수와 같다.

## 미분 방정식과의 연관성
다음 연립 미분 방정식을 고려하자.
{\displaystyle {\dot {x}}(t)=x(t)-y(t),\qquad {\dot {y}}(t)=-y(t)^{2}}
여기서 점은 t에 대한 미분을 나타낸다.
t → ∞일 때 (x,y) = (0,0)에서 안정적인 평형을 갖는 해는 y(t) = ⁠1/t⁠이며, 이를 첫 번째 방정식에 대입하면 형식적인 급수 해를 얻는다.
{\displaystyle x(t)=\sum _{n=1}^{\infty }(-1)^{n+1}{\frac {(n-1)!}{t^{n}}}}
x(1)은 정확히 오일러 급수이다.
다른 한편으로, 미분 방정식 시스템은 해를 갖는다.
{\displaystyle x(t)=e^{t}\int _{t}^{\infty }{\frac {e^{-u}}{u}}\,du.}
연속적인 부분 적분을 통해, 형식적인 멱급수는 x(t)에 대한 이 표현의 점근 전개로 복구된다. 오일러는 (대략) 형식적인 급수와 적분이 모두 미분 방정식의 동일한 해를 나타내므로, {\displaystyle t=1}에서 서로 같아야 한다고 주장하며 다음을 제공한다.
{\displaystyle \sum _{n=1}^{\infty }(-1)^{n+1}(n-1)!=e\int _{1}^{\infty }{\frac {e^{-u}}{u}}\,du.}

## 같이 보기
- 교대 계승
- 1 + 1 + 1 + 1 + ⋯
- 1 − 1 + 1 − 1 + ⋯ (그란디의)
- 1 + 2 + 3 + 4 + ⋯
- 1 + 2 + 4 + 8 + ⋯
- 1−2+3−4+…
- 1 − 2 + 4 − 8 + ⋯

## 더 읽어보기
- Kline, Morris (November 1983), “Euler and Infinite Series”, 《Mathematics Magazine》 56 (5): 307–313, CiteSeerX 10.1.1.639.6923, doi:10.2307/2690371, JSTOR 2690371
- Kozlov, V. V. (2007), “Euler and mathematical methods in mechanics” (PDF), 《Russian Mathematical Surveys》 62 (4): 639–661, Bibcode:2007RuMaS..62..639K, doi:10.1070/rm2007v062n04abeh004427, S2CID 250892576
- Leah, P. J.; Barbeau, E. J. (May 1976), “Euler's 1760 paper on divergent series”, 《Historia Mathematica》 3 (2): 141–160, doi:10.1016/0315-0860(76)90030-6